# Montmin
Montmin är en kommun i departementet Haute-Savoie i regionen Auvergne-Rhône-Alpes i sydöstra Frankrike. Kommunen ligger i kantonen Faverges som tillhör arrondissementet Annecy. År 2018 hade Montmin 330 invånare.

## Befolkningsutveckling
Antalet invånare i kommunen Montmin
| Referens: INSEE |